# 村上和基
村上和基（Murakami Kazuki，1989年5月19日—），日本男子跳水運動員，群馬縣出生，畢業於富岡市立南中学校、前橋育英高校及上武大学，現隸屬於三重縣体育協会。

## 簡歷
2014年9月，村上和基代表日本參加在韓國仁川舉行的亞洲運動會跳水比賽。